# Cinclodes albiventris
Cinclodes albiventris е вид птица от семейство Furnariidae.

## Разпространение
Видът е разпространен в Аржентина, Боливия, Чили и Перу.